# Svjetsko prvenstvo u rukometu za žene – Danska, Norveška i Švedska 2023.
26. Svjetsko prvenstvo u rukometu za žene – Danska, Norveška i Švedska 2023. održalo se od 29. studenog do 17. prosinca 2023. godine. Ovo je bilo treći put u povijesti rukometa da se prvenstvo održava zajedno, bilo je prvo u Švedskoj, a također i prvo koje se igralo u tri zemlje.

## Domaćinstvo
Zanimanje za domaćinstvo ovog svjetskog prvenstva iskazale su: Norveška, Južna Koreja i Francuska. Morali su do 13. ožujka 2015. potvrditi da se slažu s osnovnim uvjetima koje postavlja Međunarodni rukometni savez, dok su se koncepti za događaje i ponude morali podnijeti do 1. svibnja 2015. godine. U studenom 2015. IHF je odabrao Dansku, Norvešku i Švedsku za domaćinstvo Svjetskog prvenstva u rukometu za žene 2023. godine.